# Liste von Persönlichkeiten der Stadt Varese
Diese Liste enthält in Varese geborene Persönlichkeiten sowie solche, die in Varese gewirkt haben, dabei jedoch andernorts geboren wurden. Die Liste erhebt keinen Anspruch auf Vollständigkeit.

## In Varese geborene Persönlichkeiten

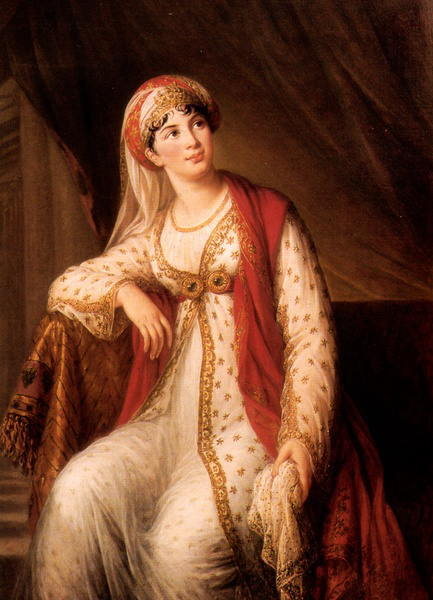
Giuseppina Grassini

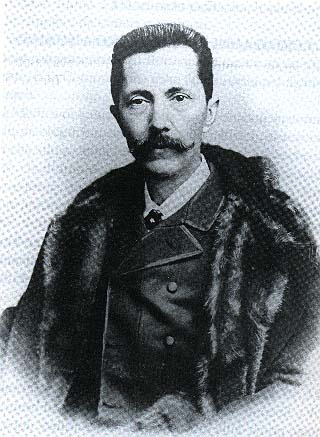
Giulio Bizzozero

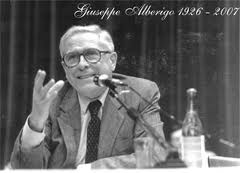
Giuseppe Alberigo

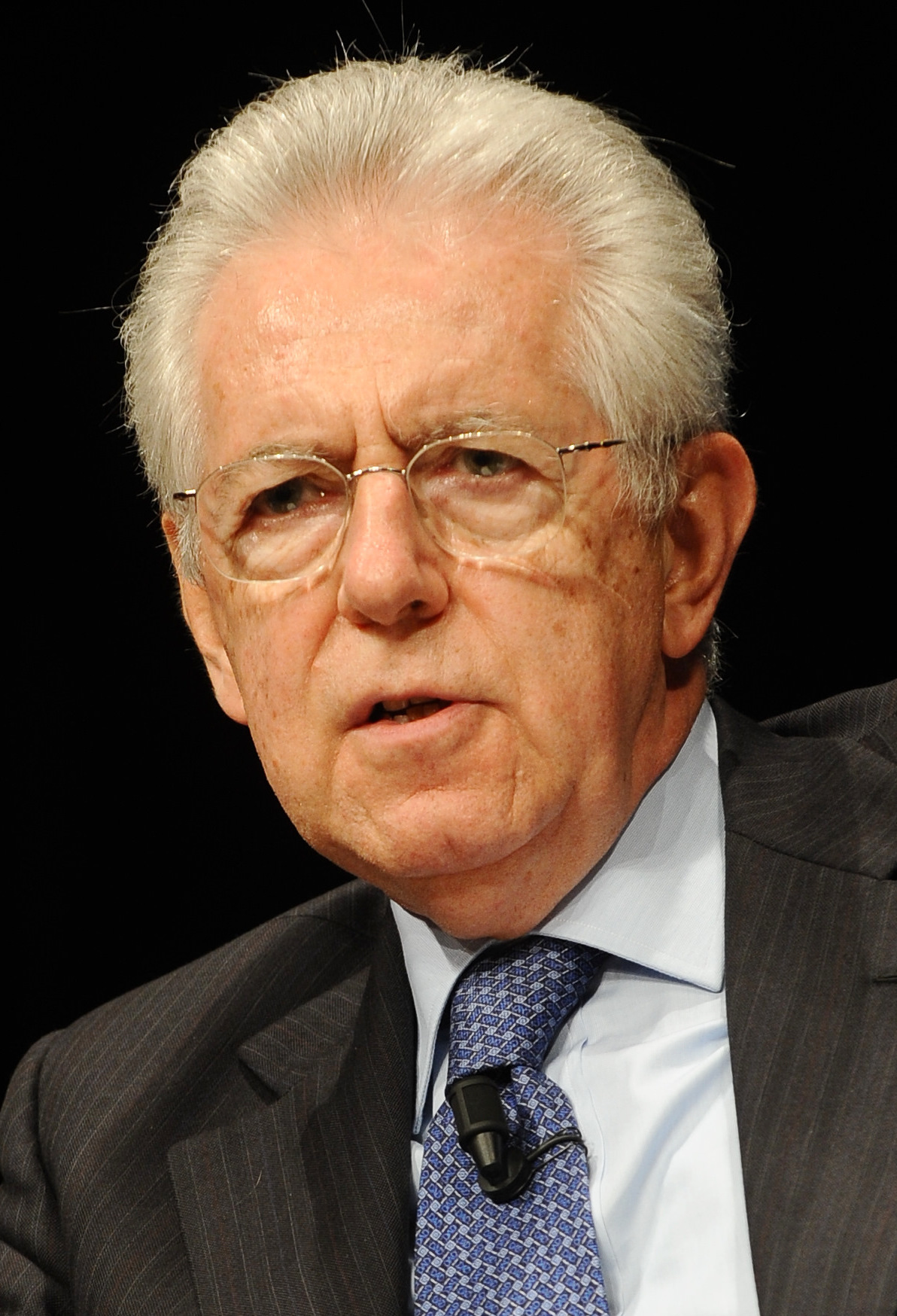
Mario Monti

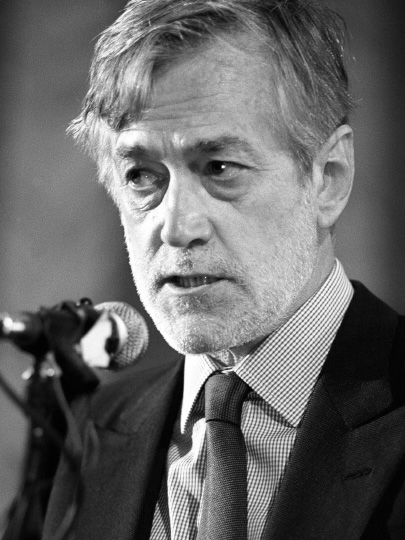
Carlo Scognamiglio Pasini

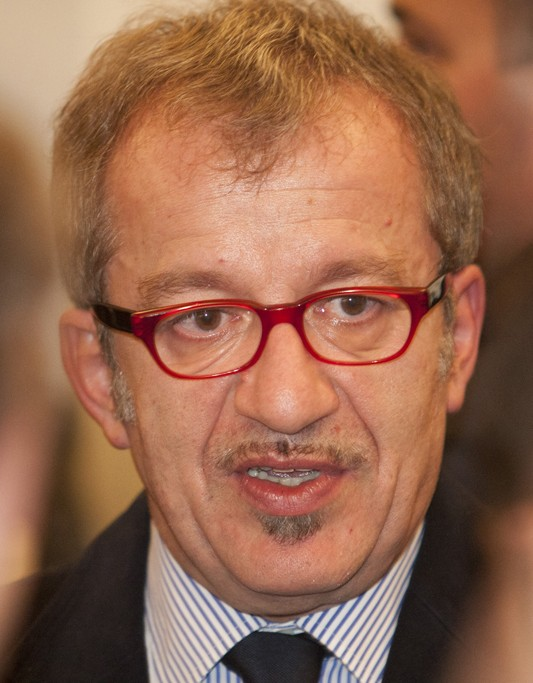
Roberto Maroni

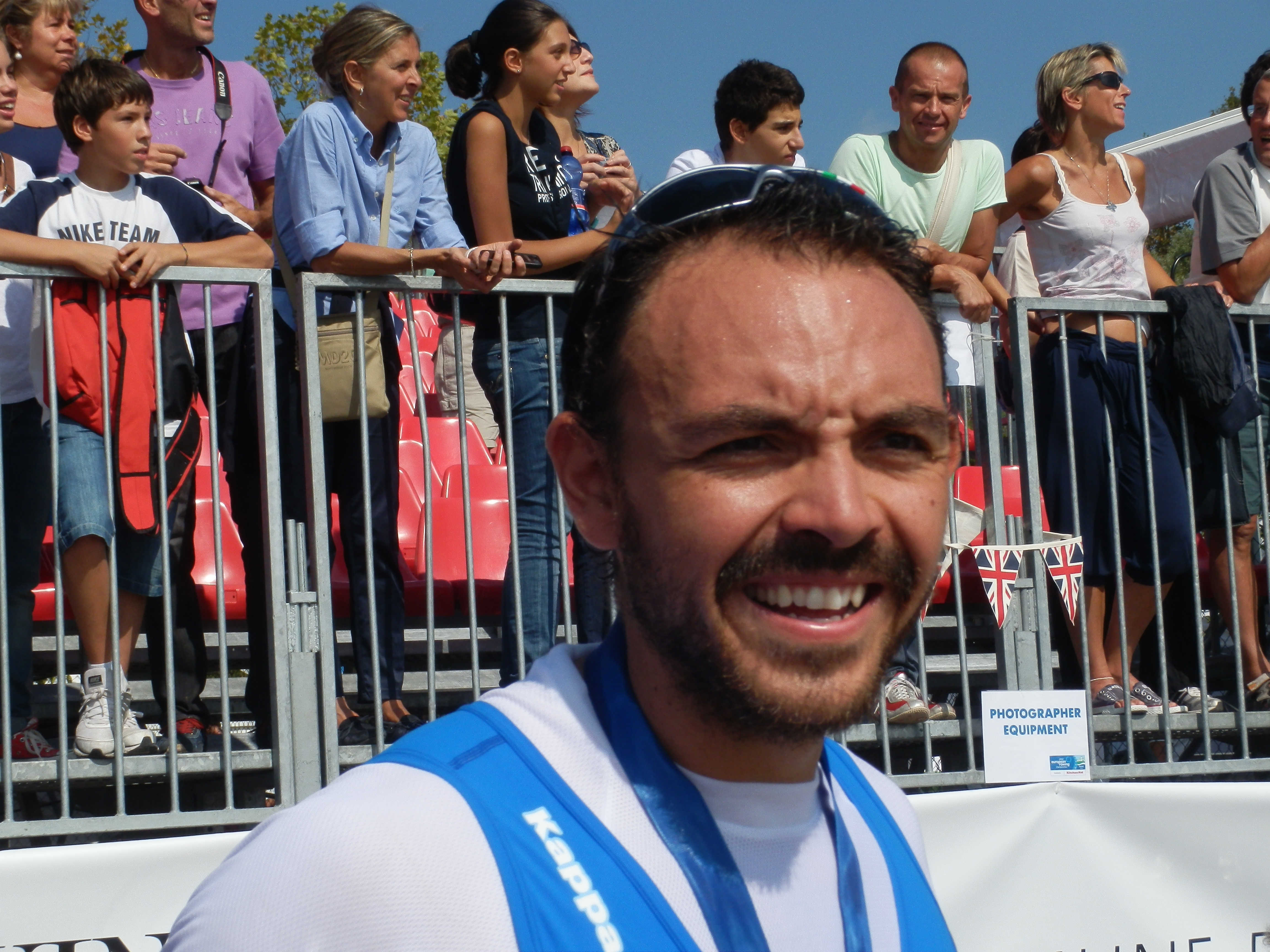
Pierpaolo Frattini

### Bis 1899
- Carlo Buzzi (≈1585–1658), Architekt und Dombaumeister am Mailänder Dom
- Giuseppina Grassini (1773–1850), Opernsängerin
- Giuseppe Pelitti (1811–1865), Blechblasinstrumentenbauer
- Giulio Bizzozero (1846–1901), Pathologe
- Carlo Carcano (1891–1965), Fußballspieler und -trainer

### Von 1900 bis 1949
- Franco Giorgetti (1902–1983), Radrennfahrer und Olympiasieger
- Flaminio Bertoni (1903–1964), Automobildesigner und Künstler
- Remo Bertoni (1909–1973), Radrennfahrer
- Franco Ossola (1921–1949), Fußballspieler
- Osvaldo Langini (1922–2016), Filmregisseur und Drehbuchautor
- Dante Isella (1922–2007), Romanist und Literaturwissenschaftler
- Pasquale Macchi (1923–2006), römisch-katholischer Bischof, Sekretär Papst Pauls VI.
- Giuseppe Alberigo (1926–2007), Jurist und römisch-katholischer Kirchenhistoriker
- Attilio Nicora (1937–2017), Kurienkardinal der römisch-katholischen Kirche, Präsident der Güterverwaltung des Apostolischen Stuhls
- Emilio Patriarca (* 1937), Geistlicher und emeritierter Bischof von Monze
- Giovanni Giudici (1940–2024), römisch-katholischer Geistlicher, Bischof von Pavia
- Carlo Maria Viganò (* 1941), exkommunizierter Geistlicher, ehemaliger Diplomat des Heiligen Stuhls
- Massimo Sgarlata Lattmann (* 1943), schweizerisch-italienischer Geschäftsmann und Investor technologischer Start-Up-Firmen
- Mario Monti (* 1943), ehemaliger Ministerpräsident und EU-Kommissar
- Antonio Siccardi (* 1944),  Immunologe und Virologe
- Carlo Scognamiglio Pasini (* 1944), Wirtschaftswissenschaftler, Hochschullehrer und Politiker
- Francesco Scardamaglia (1945–2010), Drehbuchautor, Filmproduzent und Filmregisseur

### 1951 bis 1970
- Antonio Lanzavecchia (* 1951), Immunologe
- Attilio Fontana (* 1952), Jurist und Politiker
- Roberto Campiotti (* 1955), römisch-katholischer Geistlicher, Bischof von Volterra
- Roberto Maroni (1955–2022), Politiker
- Lilli Carati (1956–2014), Filmschauspielerin
- Giuseppe Marotta (* 1957), Fußballmanager
- Giacomo Campiotti (* 1957), Drehbuchautor und Filmregisseur
- Renato De Maria (* 1958), Regisseur und Drehbuchautor
- Ezio Moroni (* 1961), Radrennfahrer
- Giovanni Bottoia (* 1962), Radrennfahrer
- Luca Pellegrini (* 1963), Fußballspieler
- Piergiorgio Bertoldi (* 1963), römisch-katholischer Erzbischof und Diplomat des Heiligen Stuhls
- Pier Paolo Pozzi (* 1964), Jazzmusiker
- Andrea Ghiurghi (* 1966), Beachvolleyballspieler
- Gianna Maria Garbelli (* 1967), Filmregisseurin und Drehbuchautorin
- Elena Conti (* 1967), Biochemikerin
- Stefano Zanini (* 1969), Radrennfahrer

### 1971 bis 1980
- Gianluigi Paragone (* 1971), Politiker und Journalist
- Andrea Peron (* 1971), Radrennfahrer
- Gabriele Colombo (* 1972), Radrennfahrer
- Viola Valli (* 1972), Doppelweltmeisterin und Europameisterin im Langstreckenschwimmen
- Paolo Vanoli (* 1972), Fußballspieler und -trainer
- Daniele Nardello (* 1972), Radrennfahrer
- Simona Bonafè (* 1973), Politikerin
- Stefano Garzelli (* 1973), Radrennfahrer
- Gabriele Ambrosetti (* 1973), Fußballspieler
- Andrea Meneghin (* 1974), Basketballspieler
- Davide Frattini (* 1978), Cyclocross- und Straßen-Radrennfahrer
- Laura Bono (* 1979), Musikerin und Komponistin
- Matteo Contini (* 1980), Fußballspieler

### 1981 bis 2000
- Noemi Cantele (* 1981), ehemalige Radrennfahrerin
- Paride Grillo (* 1982), Radrennfahrer
- Lia Quartapelle (* 1982), Ökonomin und Politikerin
- Marco Crugnola (* 1983), ehemaliger Tennisspieler
- Pierpaolo Frattini (* 1984), Ruderer
- Giuseppe De Maria (* 1984), ehemaliger Radrennfahrer
- David Witteveen (* 1985), österreichischer Fußballspieler
- Marco Illbruck (* 1986), deutscher Unternehmer und ehemaliger Springreiter
- Silvia Martin (* 1987), Ruderin
- Federico Leo (* 1988), Automobil-Rennfahrer
- Renzo Bossi (* 1988), Politiker
- Tommaso Goi (* 1990), Eishockeyspieler
- Giuseppe De Luca (* 1991), Fußballspieler
- Luca Stricagnoli (* 1991), Gitarrist
- Giacomo Beretta (* 1992), Fußballspieler
- Ilaria Broggini (* 1995), Ruderin
- Alessio Rovera (* 1995), Autorennfahrer
- Valentina Bergamaschi (* 1997), Fußballspielerin
- Clara (* 1999), Popsängerin und Schauspielerin
- Nicolò Martinenghi (* 1999), Schwimmer

### Ab 2001
- Marco Zanetti (* 2002), Eishockeyspieler
- Tecla Insolia (* 2004), Popsängerin und Schauspielerin
- Filippo Turconi (* 2005), Radrennfahrer